# October Road (album)
October Road è un album discografico di James Taylor, prodotto da Sony Music, uscito nel 2002. L'album vede la partecipazione dell'allora sconosciuta Chiara Civello.

## Tracce
1. September Grass
2. October Road
3. On The 4th Of July
4. Whenever You're Ready
5. Belfast To Boston
6. Mean Old Man
7. My Traveling Star
8. Raised Up Family
9. Carry Me On My Way
10. Caroline I See You
11. Baby Buffalo
12. Have Yourself A Merry Little Christmas